# Zárt nukleinsav

Az LNS-monomerben a pentóz 2' oxigénjét és 4' szénatomját összekapcsolja egy híd

A zárt nukleinsav (LNS), más néven áthidalt nukleinsav (BNS) vagy hozzáférhetetlen RNS módosult RNS, ahol a ribóz egy 2'-oxigént és 4'-szént összekapcsoló híddal módosult. Ez a ribózt 3'-endo (északi) konformációba zárja, mely gyakori az A-formájú duplexekben. Ez a szerkezet az enzimatikus bomlással szemben növeli a stabilitását. Ez növeli a bázispárosodás specificitását és affinitását monomerként és oligonukleotid részeként is. E nukleotidok egy oligonukleotidban keverhetők DNS- vagy RNS-nuleotidokkal.

## Szintézis
Obika et al. állítottak elő LNS-t először 1997-ben, ezt tőle függetlenül követte Wengel csoportja 1998-ban. Ez azután lett lehetséges, hogy Zamecnick és Stephenson az oligonukleotidok génexpresszió-szabályzó képességét mutatták ki 1978-ban. A lineáris és a konvergens módszerről kimutatták, hogy nagy mennyiségben és hatékonyan tud előállítani LNS-t. A lineáris szintézist először Obika et al. mutatták be. E módszerben bármely könnyen elérhető ribonukleozid használható kiindulási anyagnak. A konvergens módszer cukor köztitermék szintézisét igényli, mely glikozildonorként működik, mely a nukleobázisokhoz való kapcsolódáshoz kell. Gyakran 
d-glükózt használnak a cukor előállításához, mely módosult Vorbrügen-reakcióban reagál a nukleobázisokkal, lehetővé téve a sztereoszelektív kapcsolódást.
A különböző részek hozzáadása továbbra is lehetséges a fontos fizikokémiai tulajdonságok, például az eredeti LNS-re jellemző nagy affinitás és specificitás megőrzésével. Ilyen oligomerek kémiailag állíthatók elő, és forgalmazzák.

### Beágyazódás DNS-be/RNS-be
Az LNS bekerülhet DNS-be vagy RNS-be egyes DNS- és RNS-polimerázok jellemzőit felhasználva. A Phusion-DNS-polimeráz, egy Pfu DNS-polimerázon alapuló mesterséges enzim könnyen helyez DNS-be LNS-t.

## Jellemzők
Az LNS a biológiai nukleinsavaknál biostabilabb. Az LNS-módosított oligonukleotidok az RNS-sel, ssDNS-sel és dsDNS-sel való hibridizációban jobb termodinamikájúak.

## Alkalmazásai

### LNSzimek
A dezoxiribozimek módosíthatók LNS-tartalmúvá, LNSzimeket (LNS-módosított DNSzimek) adva. Ezek a DNSzimekhez hasonlóa általában adott RNS-célszekvenciákat célzó, a nukleotidok közti foszfodiészter-kötést bontó endonukleázok. Hatékonyabban bontják a foszfodiészter-kötést módosítatlan társaiknál. A szubsztrátfelismerő karok módosítása LNS-monomerekkel a Coxsackie vírus A21-et (CAV-21) felismerő, annak a humán rinovírus 5'-nem transzlált régiójához (5' UTR) hasonló, a módosítatlan DNSzimek által fel nem ismert RNS-célszekvenciáját bontó DNSzimet ad.

### Terápia
Az LNS-alapú oligonukleotidok terápiás használata a biotechnológia új területe. Számos LNS-oligonukleotidot vizsgáltak farmakokinetikai és toxicitási szempontból. Az LNS-toxicitás alapvetően független az oligonukleotid-szekvenciától, és a transzlálható terápiás alkalmazások bizonyultak biztonságosabbnak.
Az LNS-t vizsgálták továbbá rák és fertőző betegségek kezelésében is. Egy antiszenz zártnukleinsav-foszforotioát, az SPC2996 a limfocitás leukémiasejtek (CLL) apoptózisát gátló Bcl-2 onkoprotein mRNS-ét célozza. Az I. és II. fázisú klinikai kísérletek a CLL-ek dózisfüggő csökkenését mutatták ki a vizsgált népesség körülbelül 30%-ában, és további kutatásokat javasoltak a vegyület működéséről.
15 nukleotidos foszforotioát-szekvenciájú LNS-t használ a Miravirsen, a hepatitis C kísérleti kezelési módszere, mely és specifikusan a májsejtekben kódolt MiR-122 miRNS-hez kötődik.

### Észlelés és diagnózis
Az LNS-t használó allélspecifikus PCR lehetővé teszi rövidebb primerek használatát specificitáscsökkenés nélkül.
LNS-t használ a fluoreszcencia-in situ hibridizáció (FISH). A FISH grakori technika számos sejt örökítőanyagának megtekintésére, de ezt az alacsony teszthibridizációs hatékonyság korlátozza. Az LNS-tartalmú tesztek növelték a DNS és az RNS hibridizációs hatékonyságát. Az LNS-tartalmú FISH nagyobb hatékonysága lehetővé teszi humán kromoszómák, néhány nem humán sejt és mikrocsoportok FISH-elemzését.
Az LNS-genotipizálás képes volt apolipoprotein B mutációját észlelni.
A hibés párosodások megkülönböztetésének nagy affinitása miatt az LNS-t diagnosztikai eszközökben is alkalmazzák. Immobilizált LNS-tesztek használhatók multiplex SNP-genotipizálási assayben.

### Génszerkesztés
Az LNS-módosított ssODN-ek (szintetikus egyszálú DNS-oligonukleotidok) hagyományos ssODN-ként használhatók egybázisú génszerkesztéshez. Az LNS használata a módosítás helyén vagy ahhoz közel lehetővé teszi a DNS-javítás elkerülését a nagyobb hőstabilitás miatt.

## Fordítás
Ez a szócikk részben vagy egészben  a   Locked nucleic acid című angol Wikipédia-szócikk ezen változatának fordításán alapul.  Az eredeti cikk szerkesztőit annak laptörténete sorolja fel. Ez a jelzés csupán a megfogalmazás eredetét és a szerzői jogokat jelzi, nem szolgál a cikkben szereplő információk forrásmegjelöléseként.